# أندرو ماكليود
أندرو ماكليود (بالإنجليزية: Andrew MacLeod)‏ هو موظف مدني أسترالي، ولد في 1966 في ملبورن في أستراليا.